# Ланчава, Валериан Николаевич
Валериан Николаевич Ланчава (1918 год, село Годогани, Кутаисский уезд, Грузинская демократическая республика — неизвестно, село Годогани, Тержольский район, Грузинская ССР) — звеньевой колхоза «Ахали-Набиджи» Кутаисского района, Грузинская ССР. Герой Социалистического Труда (1948).

## Биография
Родился в 1904 году в крестьянской семье в селе Годогани Кутаисского уезда. Окончил местную начальную школу. Трудился рядовым колхозником в колхозе «Ахали-Набиджи» Кутаисского района. В послевоенные годы — звеньевой полеводческого звена в этом же колхозе.
В 1947 году звено под его руководством собрало в среднем с каждого гектара по 70,05 центнеров кукурузы на участке площадью 3 гектара. Указом Президиума Верховного Совета СССР от 21 февраля 1948 года удостоен звания Героя Социалистического Труда за «получение высоких урожаев кукурузы и пшеницы в 1947 году» с вручением ордена Ленина и золотой медали «Серп и Молот» (№ 850).
Этим же указом званием Героя Социалистического Труда были награждены труженики колхоза имени «Ахали-Набиджи» звеньевые Галактион Несторович Киркитадзе и Иовель Викторович Ткабладзе.
За выдающиеся трудовые достижения в 1976 году награждён Орденом «Знак Почёта».
После выхода на пенсию проживал в родном селе Годогани Тержольского района. С 1980 года — персональный пенсионер союзного значения. Дата смерти не установлена.
Награды
- Герой Социалистического Труда
- Орден Ленина
- Орден «Знак Почёта» (27.12.1976)